# UC-48号潜艇
陛下之UC-48号艇是德意志帝国海军于第一次世界大战期间建造的其中一艘UC-II型近岸布雷潜艇或称U艇。它由不来梅的威悉船厂承建，于1916年9月27日新船下水，至同年11月6日交付使用。其全长51.85米，水面及水下排水量分别为450吨和502吨，艇载武器则包括三具鱼雷发射管、六具水雷滑射槽以及一门88毫米口径甲板炮。UC-48号入役后曾被部署至驻比利时的佛兰德区舰队，并参与了大西洋潜艇战。通过其十三次巡逻，共直接或间接击沉35艘协约国或中立国舰船，容积总吨累计为67842吨。1918年3月20日，UC-48号在怀特岛西端遭英国驱逐舰忠诚号严重击伤后漂往西班牙的费罗尔，继而连同其船员一同被关押在当地直至战争结束。艇体则于1919年3月15日在费罗尔附近自沉。

## 设计
1915年秋天，由于中立国美国的干预，U艇战几乎陷入停顿，导致德国广泛开展《国际法》所允许的水雷战，从而使布雷潜艇的需求量相应增加。德意志帝国海军潜艇监察局（Inspektion des U-Bootwesens）的开发部门留意到了这一点，遂以UB-II型为基础，按照兼顾布雷效率和生产速度的要求，以41号工程的名义设计了UC-II型潜艇。为了弥补前型UC-I型的缺陷，UC-II型艇不仅更大，而且采用双轴推进系统。然而，与前型最主要的区别在于，UC-II型艇重新运用了双壳体结构。但它并非纯粹的双体潜艇，而是一种中间过渡型；因为外层没有封闭耐压壳体，而是作为鞍形水柜附在上方。
UC-48号是64艘UC-II型方案的其中一艘。这个亚型的艇体结构与UB-II型类似，但体积更大，全长为51.85米，并有3.67米的吃水深度；由于不再考虑铁路运输的装载限界，舷宽也得以增至5.22米。其水上和水下排水量分别为420吨和502吨。艇只采用两台猛狮六缸四冲程600匹公制馬力（440千瓦特）柴油机用于水面运行，以及两台460匹公制馬力（340千瓦特）的西门子-舒克特电动发电机用于水下航行；水面最高航速11.7節（21.7每小時），水下6.9節（12.8每小時）；能够在水面以7節（13每小時）航速续航7,280海里（13,480），或以4節（7.4每小時）连续在水下航行54海里（100）而无需充电。其潜没需时约为30秒，能够在50米的深度下运作。
作为布雷潜艇，UC-48号改将六具布雷滑射槽安装在艇体前部，每具储存井内的水雷数量增至3枚，即合共18枚UC200型水雷。布雷时只需将存储井底部的盖板打开，水雷便可凭借自身重量滑入水中。随着滑射槽长度增加，艇体艏楼的上层建筑被抬高，上层建筑与司令塔之间的凹陷处布置了一门88毫米30倍径速射炮作为甲板炮。但由于位置相对较低，火炮甲板在恶劣海况下很容易被涌浪淹没。此外，UC-48号还装备有三具500毫米鱼雷发射管，这极大提升了潜艇的攻击能力。其中艇艏两具外置在两侧、艇艉一具则为内置式，并可搭载合共7枚G6型鱼雷。其标准船员编制为3名军官及23名水兵。

## 历史
1915年11月20日，在海军元帅阿尔弗雷德·冯·提尔皮茨的倡议下，国家海军办公室分别向三家德国造船厂合共增订15艘UC-II型潜艇。UC-48号因此成为不来梅威悉船厂承建的第二批次（UC-46至UC-48号）三号艇，建造编号为258。它于1916年2月1日动工、9月27日新船下水，至同年11月6日在曾执掌UC-1号的海军中尉库尔特·拉明的指挥下交付使用，随即展开海试。在洪迪乌斯之后，赫尔穆特·洛伦茨中尉也曾担任UC-48号的末任艇长。完成海试后，该艇于1917年3月3日被编入驻泽布吕赫的佛兰德区舰队，成为海军佛兰德集团军的一份子。
在一年多的佛兰德役期中，UC-48号参与了大西洋潜艇战，足迹遍及斯卡布罗和惠特比周边的英格兰沿岸水域。通过其十三次布雷及破交战巡逻，UC-48号合共击沉协约国或中立国的33艘商船和2艘辅助军舰，容积总吨累计为67842吨。其中，体积最大的受害者是注册吨位为8374吨的美国油轮约翰·D·阿奇博尔德号 （John D. Archbold）；它于1917年6月16日从鲁昂前往纽约途中，在距庞马尔西南约85海里（157）处遭拉明发射鱼雷击沉，造成3人罹难。而重达9179吨的英国货轮韦斯特米斯号（Westmeath）尽管容积更大，但它于1917年7月15日在瑟堡附近遇袭时只是受损，并未沉没。
1918年3月20日，正在巡逻的英国驱逐舰忠诚号在怀特岛西端发现了UC-48号，遂实施冲撞，并投掷深水炸弹。潜艇由此遭到严重损坏，油箱破裂。由于无法返回泽布吕赫，该艇遂被迫漂往中立国西班牙的费罗尔，继而连同其船员一同被关押在当地直至战争结束。西班牙当局甚至拆除了UC-48号的螺旋桨，以防止任何离开港口的企图。战后，根据对德停战协定的要求，UC-48号应被引渡至英国哈维奇正式向协约国投降，但它在1919年3月15日拖离费罗尔后便立即发生自沉，沉没地点大致位于43°31′N 08°25′W / 43.517°N 8.417°W处。

## 袭击历史摘要
| 日期           | 船名                          | 船籍         | 吨位 | 结局 |
| -------------- | ----------------------------- | ------------ | ---- | ---- |
| 1917年3月16日  | 彭卡尔号                      | 英国         | 59   | 击沉 |
| 1917年3月16日  | 威廉·马丁号                   | 英国         | 104  | 击沉 |
| 1917年3月17日  | 安东尼号                      | 英国         | 6466 | 击沉 |
| 1917年3月17日  | 警戒号                        | 英国         | 38   | 击沉 |
| 1917年3月21日  | 索罗卡巴河号                  | 英国         | 4307 | 击沉 |
| 1917年3月22日  | 乔利号                        | 英国         | 3828 | 击沉 |
| 1917年3月22日  | 普罗维登斯号                  | 英国         | 2970 | 击沉 |
| 1917年3月23日  | J·B·奥古斯特·凯斯勒号         | 荷蘭         | 5104 | 击伤 |
| 1917年3月25日  | 福音号                        | 英國皇家海軍 | 197  | 击沉 |
| 1917年4月27日  | 阿梅利亚与简号                | 英国         | 62   | 击伤 |
| 1917年5月1日   | 雷蒙·埃斯泰号                 | 法國         | 20   | 击沉 |
| 1917年5月2日   | 联合号                        | 英国         | 61   | 击沉 |
| 1917年5月2日   | 瓦尔诺号                      | 英国         | 1593 | 击沉 |
| 1917年5月5日   | 费尔特里亚号                  | 英国         | 5254 | 击沉 |
| 1917年5月5日   | 格里塔号                      | 英国         | 297  | 击沉 |
| 1917年5月7日   | 金罗斯号                      | 英国         | 4120 | 击沉 |
| 1917年6月9日   | 安菲特里忒号                  | 葡萄牙       | 179  | 击沉 |
| 1917年6月10日  | 苏尔豪格号                    | 挪威         | 1217 | 击沉 |
| 1917年6月13日  | 欧内斯廷号                    | 法國         | 160  | 击沉 |
| 1917年6月15日  | 尤金与尤金妮娅号              | 法國         | 46   | 击沉 |
| 1917年6月16日  | 约翰·D·阿奇博尔德号           | 美国         | 8374 | 击沉 |
| 1917年6月17日  | 安茹号                        | 法國國家海軍 | 771  | 击沉 |
| 1917年6月17日  | 安东尼奥斯·M·马夫罗科札托斯号 | 希腊         | 3771 | 击沉 |
| 1917年6月18日  | 泰恩号                        | 英国         | 2909 | 击沉 |
| 1917年7月15日  | 弗洛伦斯·科里亚迪克号         | 美国         | 732  | 击伤 |
| 1917年7月15日  | 韦斯特米斯号                  | 英国         | 9179 | 击伤 |
| 1917年7月16日  | 亨利·R·詹姆斯号               | 英国         | 3146 | 击沉 |
| 1917年8月18日  | 敦刻尔克人号                  | 法國         | 2087 | 击沉 |
| 1917年8月19日  | 蒙克斯加思号                  | 英国         | 1928 | 击沉 |
| 1917年8月19日  | 于特岛号                      | 挪威         | 1112 | 击沉 |
| 1917年9月16日  | 桑森德号                      | 英国         | 3814 | 击沉 |
| 1917年9月17日  | 我们的小孩号                  | 英国         | 50   | 击沉 |
| 1917年9月17日  | 罗纳德号                      | 英国         | 38   | 击沉 |
| 1917年9月19日  | 伊特尔庄园号                  | 英国         | 1875 | 击沉 |
| 1917年9月21日  | 广西号                        | 法國         | 6472 | 击伤 |
| 1917年10月14日 | 巴布罗号                      | 挪威         | 2356 | 击沉 |
| 1917年10月14日 | 卡斯特罗号                    | 希腊         | 1994 | 击沉 |
| 1917年10月15日 | 霍夫德号                      | 挪威         | 1196 | 击沉 |
| 1917年10月22日 | 艾斯科里·门迪号               | 西班牙       | 2272 | 击伤 |
| 1917年11月17日 | 莫德米号                      | 挪威         | 1481 | 击沉 |
| 1918年1月30日  | 昂热·加尔迪安号               | 法國         | 24   | 击沉 |

## 脚注
1. 1 2 3 4  Helgason, Guðmundur. . German and Austrian U-boats of World War I - Kaiserliche Marine - Uboat.net.   [2009-02-23].
2. ↑  Tarrant，第173頁.
3. 1 2 3  Gröner 1991，第31-32頁.
4. 1 2  Helgason, Guðmundur. . German and Austrian U-boats of World War I - Kaiserliche Marine - Uboat.net.   [2015-02-25].
5. ↑  Helgason, Guðmundur. . German and Austrian U-boats of World War I - Kaiserliche Marine - Uboat.net.   [2015-02-25].
6. ↑  陈进，第48頁.
7. ↑  . Navypedia.   [2022-09-16]. （原始内容存档于2023-01-20）.
8. ↑  陈进，第46頁.
9. ↑  Herzog，第139頁.
10. ↑  NARS，第66頁.
11. 1 2  Helgason, Guðmundur. . German and Austrian U-boats of World War I - Kaiserliche Marine - Uboat.net.   [2015-02-25].
12. ↑  Helgason, Guðmundur. . German and Austrian U-boats of World War I - Kaiserliche Marine - Uboat.net.   [2022-09-27].
13. ↑  Helgason, Guðmundur. . German and Austrian U-boats of World War I - Kaiserliche Marine - Uboat.net.   [2022-09-27].
14. ↑  Henry，第75頁.
15. ↑  Dodson & Cant，第131頁.